# Halsont
Halsont är en oprecis benämning på smärtor i halsen, oavsett om smärtorna beror på överansträngning, bakteriella eller virala infektioner.
Några exempel på tillstånd som kan ge upphov till halsont är förkylning, halsfluss, körtelfeber, scharlakansfeber, struplocksinflammation, herpes och halsbränna.
I de fall smärtorna beror på en infektion kallas tillståndet faryngit. Det är ett typiskt förkylningssymtom, men kan också tyda på exempelvis spottkörtelinflammation.